# 류강국
류강국은 대한민국의 연극 배우이다.

## 공연
- 미용명가 (2011년)
- 커튼콜 (2012년)

## 수상
- 1995년 전국연극제 남자 연기상
- 1992년 전국연극제 남자 연기상